# Zeghaia
Zeghaia là một đô thị thuộc tỉnh Mila, Algérie. Dân số thời điểm năm 2002 là 15.751 người.